# Lodwar
Lodwar è una città del Kenya, capoluogo della contea di Turkana. Situata nella Rift Valley, a ovest del Lago Turkana e ad est delle colline di Loima, è la città più grande del Kenya nord-occidentale; le sue attività principali sono l'intrecciamento di cesti in vimini ed il turismo. La città ha una popolazione di 17.000 abitanti.
Stando alla "Insider's guide to Kenya" la storia di Lodwar iniziò nel 1933 quando un commerciante, Shah Mohamed, arrivò sulle sponde del fiume Turkwell. Le strade erano inaccessibili così portò con sé degli asini da soma. Gettò le prime fondamenta ed eventualmente costruì un mercato ed anche una stazione di servizio. Fu costruito un municipio così come una piccola clinica ed una prigione. Una stazione di polizia fu costruita a Lokitaung visto che i conflitti tra le tribù erano una cosa comune nella zona. Negli anni sessanta i missionari cominciarono a costruire le prime scuole. Shah Mohamed era l'unico imprenditore ed appaltatore della zona, perciò fu lui stesso a costruire i negozi nei villaggi del distretto, a provvedere al servizio postale e a rifornire e trasportare le merci del progetto italo-norvegese di inscatolamento di pesce proveniente dal Lago Turkana (il progetto fallì poi più tardi). Jomo Kenyatta fu messo agli arresti domiciliari per due anni nel 1959 nella città di Lodwar. La città e anche la sede della Diocesi di Lodwar.